# Cantón de Saint-Agnant
El cantón de Saint-Agnant era una división administrativa francesa, que estaba situada en el departamento de Charente Marítimo y la región de Poitou-Charentes.

## Composición
El cantón estaba formado por once comunas:
- Beaugeay
- Champagne
- Échillais
- La Gripperie-Saint-Symphorien
- Moëze
- Saint-Agnant
- Saint-Froult
- Saint-Jean-d'Angle
- Saint-Nazaire-sur-Charente
- Soubise
- Port-des-Barques

## Supresión del cantón de Saint-Agnant
En aplicación del Decreto nº 2014-269 de 27 de febrero de 2014, el cantón de Saint-Agnant fue suprimido el 22 de marzo de 2015 y sus 11 comunas pasaron a formar parte; ocho del nuevo cantón de Marennes y tres del nuevo cantón de Tonnay-Charente.